# 景之海的艾佩莉亞
《景之海的艾佩莉亞》是Silky's Plus DOLCE在2017年7月28日發售的戀愛冒險類型成人遊戲，並獲得2017萌系遊戲大賞「金賞」及「準大賞」，2017年12月22日發售Fandisc《景之海的艾佩莉亚 ～卡萨布兰卡的骑士〜》（日語：景の海のアペイリア ～カサブランカの騎士～）。故事融入大量量子科學知識。

## 故事
「這封信，來自於未來。」桐島零一是雙葉學園萌AI研究部的部長。2045年，在一場偶然的意外下，創造了擁有自我的人工AI-艾佩莉亞，因為艾佩莉亞希望觸碰零一，因此零一與萌AI研究部的部員利用艾佩莉亞的人工智能創造了完全潛入式VRMMO-「Second」，一個融合劍、魔法、科學的世界，但是「Second」卻因不明原因失去了控制，並自動發佈到了網路，使的原本封閉的伺服器成為了危險的死亡遊戲，艾佩莉亞也因不明原因被伺服器鎖在中央的世界樹中，並出現了大量不知來源的怪物阻擋去路。為了拯救艾佩莉亞，零一進入遊戲中，並在過中得出了一個假設-「有不明的存在正試圖奪走艾佩莉亞」。

## 系統相關
本作共有4位可攻略人物，依序順序為三羽、ましろ、久遠、艾佩莉亞。
在攻略完三羽、ましろ、久遠後，將自動進入艾佩莉亞線。

## 登場人物

### 主要角色
桐島零一（聲：古河徹人）
本作主角，萌AI研究部部長，一直致力於開發擁有自我意識的人工AI，在意外中成功創造了艾佩莉亞。
基本上是個變態，已是周圍人公認的MN事實，再故事開頭，為了驗證一封來自未來自己的信，在公園草叢中自瀆，但卻將結果弄在路過的三羽臉上（此時兩人皆不知道彼此關係）
擁有豐富的AI知識，思考能力優秀。
在假設過程中，將想要奪走艾佩莉亞的人稱之為觀測者（Offserver）
在遊戲中並非全語音。
官方人氣投票男性角色第二名
艾佩莉亞（聲：秋野花）
三圍:71B/49/72 身高:140 cm
零一所開發出的AI，起初並沒有自我意識，屬於弱AI，但在偶然意外下，讓零一成功將自我意識給了她。
形象是嬌小的11歲少女，天真無邪的孩子，且本性善良。
稱零一為「主人」，希望所有人可以好好相處，無邪的個性讓其他人也坦率起來。
名字來自於希臘文Apeira無限之意，來意於零一所希望的"無限的可能性"。
官方人氣投票女性角色第一名
桐島三羽（聲：橘まお）
三圍:86D/58/90 身高:159 cm
零一父親一年前再婚後的義妹，這一年間在美國留學。
與零一的初次見面非常糟糕，並視他為變態，直接將其當成垃圾。
性格認真且知識豐富，並非討厭零一。很怕寂寞，一直希望有個哥哥。
因為對AI有些許興趣，在零一邀請下加入了AI研究部。
起初並不認為艾佩莉亞是擁有自我的AI，因為擁有自我的人工AI被認為是不可能的存在。
官方人氣投票女性角色第二名
一久遠（聲：櫻川未央）
三圍:90G/59/81 身高:161 cm
零一的青梅竹馬，萌AI研究部的幽靈成員，頭腦不太好，在零一等人討論科學知識時，她幾乎不參與。
大零一1歲，總是以姊姊的身分自居。
以前有中二病，但現在很少表現出來，在進入「Second」遊戲後偶爾又會復發。
頭腦雖然不好，但會在關鍵時刻提出大膽的假設，讓零一透過假設思考可能性。
很喜歡看漫畫，因此很快就相信艾佩莉亞是擁有自我的人工AI。
東万代（聲：小鳥居夕花）
三圍:87E/56/81/ 身高:153 cm
零一的學妹，萌AI研究部的線上成員，因為用自己名字開頭的M命名，所以一開始被零一稱之為「抖M變態」，且一直以為她是男生。
個性膽小，有些消極，第一人稱為男性的boku，且經常會使用比較男性化的說話方式。
喜歡玩遊戲，遊戲知識豐富，要製作「Second」時，因為零一等人的遊戲知識近乎為零，所以將她透過艾佩西亞網路直接傳送到「Second」的VRMMO環境之中。
「Second」大部分的遊戲內容是她想出來的。
官方人氣投票女性角色第三名

### 其他角色
正元七海（聲：歩サラ）
三圍:92F/53/84/ 身高:160 cm
「Second」的玩家，以遊戲中的藍戒指為條件，教零一等人如何提高寶箱掉落稀有寶物的機率。
個性柔和、善良。
本人在雙葉綜合醫院擔任護士，喜歡沙羅。
在「Second」失控後，為兩大勢力中「騎士團」的團長。
沙羅（聲：手塚りょうこ）
三圍:84B/61/92/ 身高: 167 cm
「Second」的玩家。性格謹慎，為人正義，起初懷疑零一等人是研究會的人。
兩大勢力中「騎士團」的副團長。
感情較為遲鈍，沒有察覺自己和七海是兩情相悅。
新卡（聲：倉島丈）
「Second」的玩家，兩大勢力中「研究會」的領導人，正體不明，戴著面具。
頭腦派，在遊戲中所擁有的能力不明，但可以輕鬆的解決七海和沙羅。
被零一懷疑是Offserver。
官方人氣投票男性角色第一名
布克曼（聲：野☆球）
「Second」的玩家，新卡的助手。
官方人氣投票男性角色第三名
一空觀（聲：植木亨）
久遠的父親，AI界的權威，也是VRMMO「boundary」的製作人，但是「boundary」的完成度並沒有「Second」高。
對AI領域十分痴狂，在談到AI時，若戴上眼鏡，就表示已經進入了沒辦法停止的狀態，一談就是2小時以上。

## 外部連結
- 景の海のアペイリア遊戲官網 （页面存档备份，存于）（日語）